# Elena Mathis
Elena Antonia Mathis (31 de agosto de 1999) es una deportista suizo-italiana que compite en curling. Ganó una medalla de plata en el Campeonato Europeo de Curling Femenino de 2023.

## Palmarés internacional
| Campeonato Europeo | Campeonato Europeo     | Campeonato Europeo | Campeonato Europeo |
| Año                | Lugar                  | Medalla            | Prueba             |
| ------------------ | ---------------------- | ------------------ | ------------------ |
| 2023               | Aberdeen (Reino Unido) | Medalla de plata   | Equipo             |